# Vanessa Boslak
Vanessa Boslak (Lesquin, 11 juni 1982) is een Franse atlete, die gespecialiseerd is in het polsstokhoogspringen. Ze nam viermaal deel aan de Olympische Spelen, maar won hierbij geen medailles.

## Biografie

### Jeugd
In 1998 behaalde Boslak een zesde plaats op het WK junioren in het Franse Annecy. Een jaar later won ze bij het polsstokhoogspringen een bronzen medaille op de wereldjeugdkampioenschappen in de Poolse stad Bydgoszcz. Met 4,05 m eindigde ze achter de Russische Jelena Isinbajeva (goud; 4,10) en de Duitse Floé Kühnert (zilver; 4,05). Op het WK junioren 2000 moest ze zich tevreden stellen met een gedeelde bronzen plak met de Hongaarse Fanni Juhász achter Jelena Isinbajeva (goud) en de Duitse Annika Becker (zilver).
In 2003 vertegenwoordigde Vanessa Boslak Frankrijk op de Europese Kampioenschappen onder 23 jaar in Bydgoszcz. Hier werd ze verslagen door Jelena Isinbajeva en moest ze genoegen nemen met een zilveren medaille met 4,40 om 4,65. Het brons ging naar de Poolse Anna Rogowska met een beste poging van 4,35.

### Senioren
Haar olympische debuut maakte Boslak in 2004 op de Olympische Spelen van Athene. Ze plaatste zich voor de finale, waarin ze een zesde plaats behaalde. De wedstrijd werd gewonnen door Jelena Isinbajeva, die het wereldrecord verbeterde naar 4,91.
Haar beste seniorenprestaties behaalde Vanessa Boslak in 2006 en 2007. Ze won een zilveren medaille op de Europacupwedstrijd in Málaga in een persoonlijk record van 4,70. Het betekende tevens een nieuw Frans record. Op de wereldkampioenschappen atletiek 2007 in Osaka evenaarde ze haar PR van 4,70 en behaalde hiermee een vijfde plaats. Boslak sprong slechts 10 cm minder dan wereldrecordhoudster Jelena Isinbajeva, die met de wereldtitel huiswaarts keerde.
In 2008 was Vanessa Boslak ook present op de Olympische Spelen in Peking. Ditmaal kwam ze tot een negende plaats met een sprong over 4,55, terwijl Jelena Isinbajeva haar olympische titel opnieuw met een wereldrecord prolongeerde door over 5,05 te springen. Vier jaar later op de Olympische Zomerspelen 2012 in Londen behaalde ze opnieuw de finale bij het polsstokhoogspringen. Ditmaal kam ze echter maar tot 4,30 en eindigde onderaan de finale-uitslagen.

## Titels
- Frans kampioene polsstokhoogspringen - 2001, 2003, 2004, 2005
- Frans indoorkampioene polsstokhoogspringen - 1999, 2001, 2003, 2004, 2005, 2006

## Persoonlijke records
Outdoor
| Onderdeel            | Prestatie   | Datum        | Plaats     |
| -------------------- | ----------- | ------------ | ---------- |
| polsstokhoogspringen | 4,70 m (NR) | 28 juni 2006 | Málaga     |
| speerwerpen          | 38,56 m     | 7 mei 2006   | Sotteville |

Indoor
| Onderdeel            | Prestatie | Datum         | Plaats    |
| -------------------- | --------- | ------------- | --------- |
| polsstokhoogspringen | 4,70 m    | 11 maart 2012 | Istanboel |

## Prestaties

### Kampioenschappen
| Jaar | Wedstrijd            | Plaats      | Resultaat    | Extra  |
| ---- | -------------------- | ----------- | ------------ | ------ |
| 1998 | WK junioren          | Annecy      | 6e           | 4,00 m |
| 1999 | WK junioren B        | Bydgoszcz   | 3e           | 4,00 m |
| 2000 | WK junioren          | Santiago    | 3e           | 4,10 m |
| 2001 | EK junioren          | Grosseto    | 3e           | 4,15 m |
| 2002 | EK                   | München     | 11e          | 4,20 m |
| 2003 | Wereldatletiekfinale | Monaco      | 7e           | 4,25 m |
| 2003 | EK U23               | Bydgoszcz   | 2e           | 4,40 m |
| 2004 | WK indoor            | Boedapest   | 5e           | 4,50 m |
| 2004 | Europacup            | Bydgoszcz   | 5e           | 4,20 m |
| 2004 | Olympische Spelen    | Athene      | 5e           | 4,40 m |
| 2004 | Wereldatletiekfinale | Monte Carlo | 7e           | 4,45 m |
| 2005 | WK                   | Helsinki    | 8e           | 4,35 m |
| 2005 | Wereldatletiekfinale | Monte Carlo | 4e           | 4,25 m |
| 2006 | WK indoor            | Moskou      | 5e           | 4,65 m |
| 2006 | Europacup            | Málaga      | 2e           | 4,70 m |
| 2007 | EK indoor            | Birmingham  | 6e           | 4,23 m |
| 2007 | WK                   | Osaka       | 5e           | 4,70 m |
| 2007 | Wereldatletiekfinale | Stuttgart   | 8e           | 4,60 m |
| 2008 | Olympische Spelen    | Peking      | 9e           | 4,55 m |
| 2012 | WK indoor            | Istanboel   | 2e           | 4,70 m |
| 2012 | EK                   | Helsinki    | 6e           | 4,50 m |
| 2012 | OS                   | Londen      | 10e          | 4,30 m |
| 2016 | OS                   | Londen      | 14e in kwal. | 4,30 m |

### Golden League-podiumplekken
| Jaar | Wedstrijd             | Plaats      | Resultaat | Extra  |
| ---- | --------------------- | ----------- | --------- | ------ |
| 2006 | Meeting Gaz de France | Saint-Denis | 2e        | 4,61 m |

## Prestatieontwikkeling
| Jaar    | 1998 | 1999 | 2000 | 2001 | 2002 | 2003 | 2004 | 2005 | 2006 | 2007 | 2008 | 2011 | 2012 | 2013 | 2014 | 2015 | 2016 |
| ------- | ---- | ---- | ---- | ---- | ---- | ---- | ---- | ---- | ---- | ---- | ---- | ---- | ---- | ---- | ---- | ---- | ---- |
| Outdoor | 4,10 | 4,32 | 4,30 | 4,46 | 4,50 | 4,51 | 4,60 | 4,60 | 4,70 | 4,70 | 4,55 | 4,30 | 4,55 | 4,40 | 4,55 | 4,46 | 4,30 |
| Indoor  | 3,90 | 4,15 | X    | 4,33 | X    | 4,45 | 4,50 | 4,35 | 4,65 | 4,60 | 4,60 | X    | 4,70 | X    | 4,51 | 4,25 | 4,60 |